# Trogon personatus
El surucuá verde azul, sorocuá enmascarado o trogón enmascarado (Trogon personatus) es una especie de ave de la familia  Trogonidae.
Se le conoce popularmente con el nombre de La Soledad.

## Distribución y hábitat
Se encuentra en  Sudamérica principalmente en los Andes y Tepuy. Su hábitat natural son los bosques húmedos subtropicales o tropicales y los antiguos bosques degradados.

## Descripción
Es un trogón de tamaño medio  con un promedio de 27 centímetros de longitud y 56 gramos  de peso. Como todos los trogones, muestra dimorfismo sexual. El dorso, cabeza y parte superior del pecho del macho son de diversos verdes brillante, de color rojizo-bronce o de oro-verdoso (dependiendo de la subespecie). El vientre y la parte inferior del pecho son de color rojo, este último separado de la parte superior del pecho verdoso por una banda blanca estrecha. El macho tiene un ojo distinto del anillo, que es de color rojo en la mayoría de las subespecies, pero que tiende a naranja en la subespecie de los tepuis. La hembra es de color café por encima, con un color rosado a rojo el vientre y el pecho; la banda blanca que separa el color marrón y rojo en su parte inferior es a menudo bien estrecha u oculta. Las hembras de todas las subespecies tienen un parcial anillo blanco en los ojos. Como todos los trogones,  se alimenta de frutas e insectos. Para la reproducción excava una cavidad para el nido en la madera suave de un árbol de tronco vertical en descomposición.

## Taxonomía
Tiene ocho subespecies reconocidas:
- T. p. assimilis Gould, 1846 Ecuador.
- T. p. duidae Chapman, 1929 Venezuela
- T. p. heliothrix Tschudi, 1844[5]
- T. p. personatus Gould, 1842 Andes de Venezuela,  Colombia,  Ecuador y Perú
- T. p. ptaritepui Zimmer & W. H. Phelps, 1946 en tepuy de Venezuela
- T. p. roraimae (Chapman, 1929) Auyantepui y Monte Roraima, Venezuela, Guyana y Brasil.
- T. p. sanctamartae Zimmer, 1948  Colombia.
- T. p. submontanus Todd, 1943 Bolivia.
- T. p. temperatus (Chapman, 1923) Colombia, Ecuador y Perú.